# Adamivka (Bilhorod-Dnistrovskyi)
Adamivka  (ucraniano: Адамівка) es una localidad del Raión de Bilhorod-Dnistrovskyi en el Óblast de Odesa de Ucrania. Según el censo de 2001, tiene una población de 439 habitantes.